# Лакуна Джерид

Изображение лакуны Джерид, основанное на радиолокационном зондировании аппаратом «Кассини» (псевдоцвета).

Лакуна Джерид (англ. Jerid Lacuna) — лакуна (пустое или почти пустое углеводородное озеро) на Титане, самом крупном спутника Сатурна. Размер — 42,6 км, координаты центра — 66°42′ с. ш. 221°00′ з. д. / 66,7° с. ш. 221° з. д.. Находится в северной полярной области спутника недалеко от Моря Лигеи. Было обнаружено в 2007 году при помощи радара «Кассини».
Названо именем земного пересыхающего озера Шотт-эль-Джерид, расположенного в Тунисе. Это название было утверждено Международным астрономическим союзом в 2010 году.